# Entephria cyanata
Entephria cyanata är en fjärilsart som beskrevs av Jacob Hübner 1800-1808. Entephria cyanata ingår i släktet Entephria och familjen mätare. Inga underarter finns listade i Catalogue of Life.

## Bildgalleri

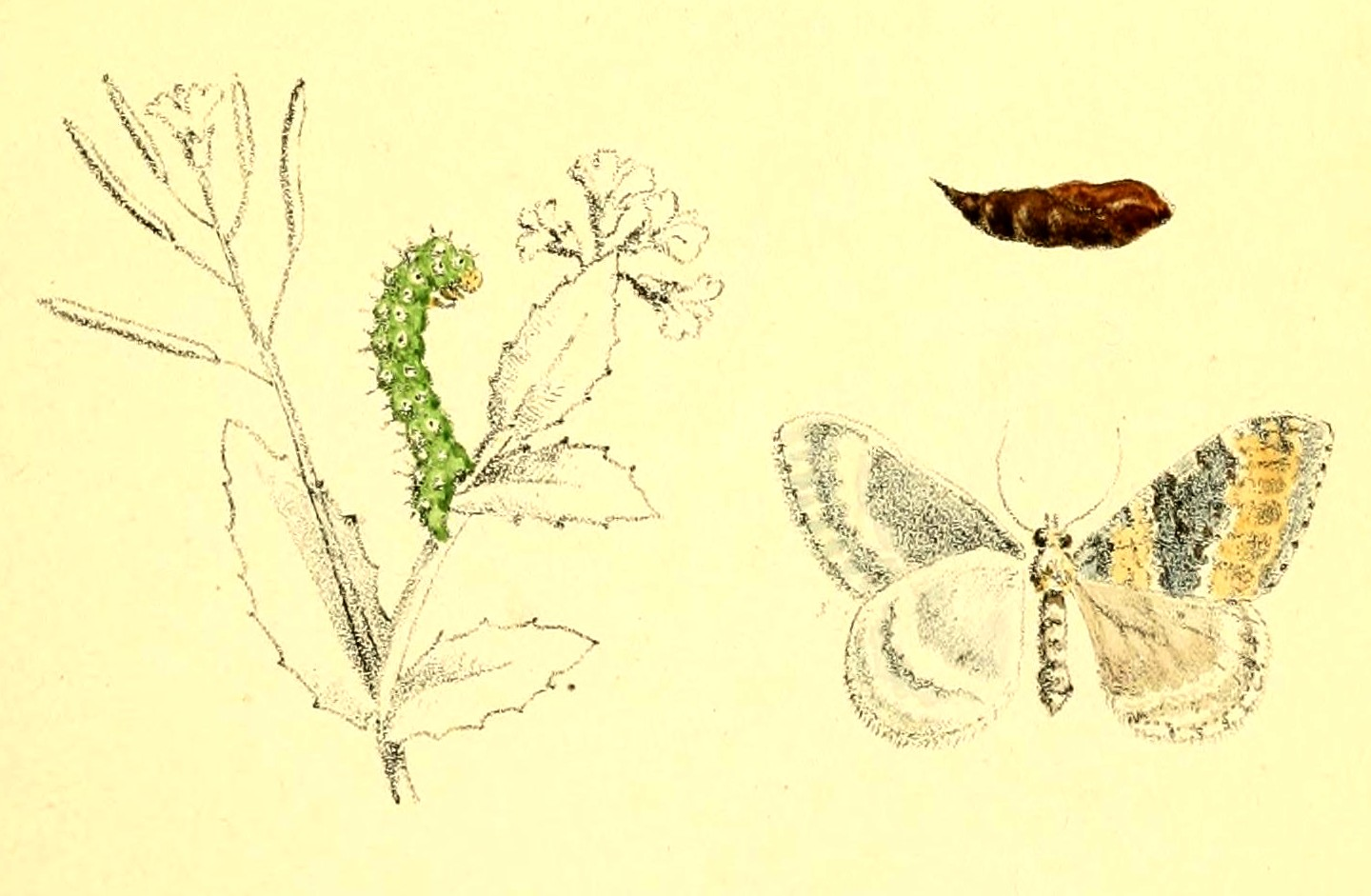
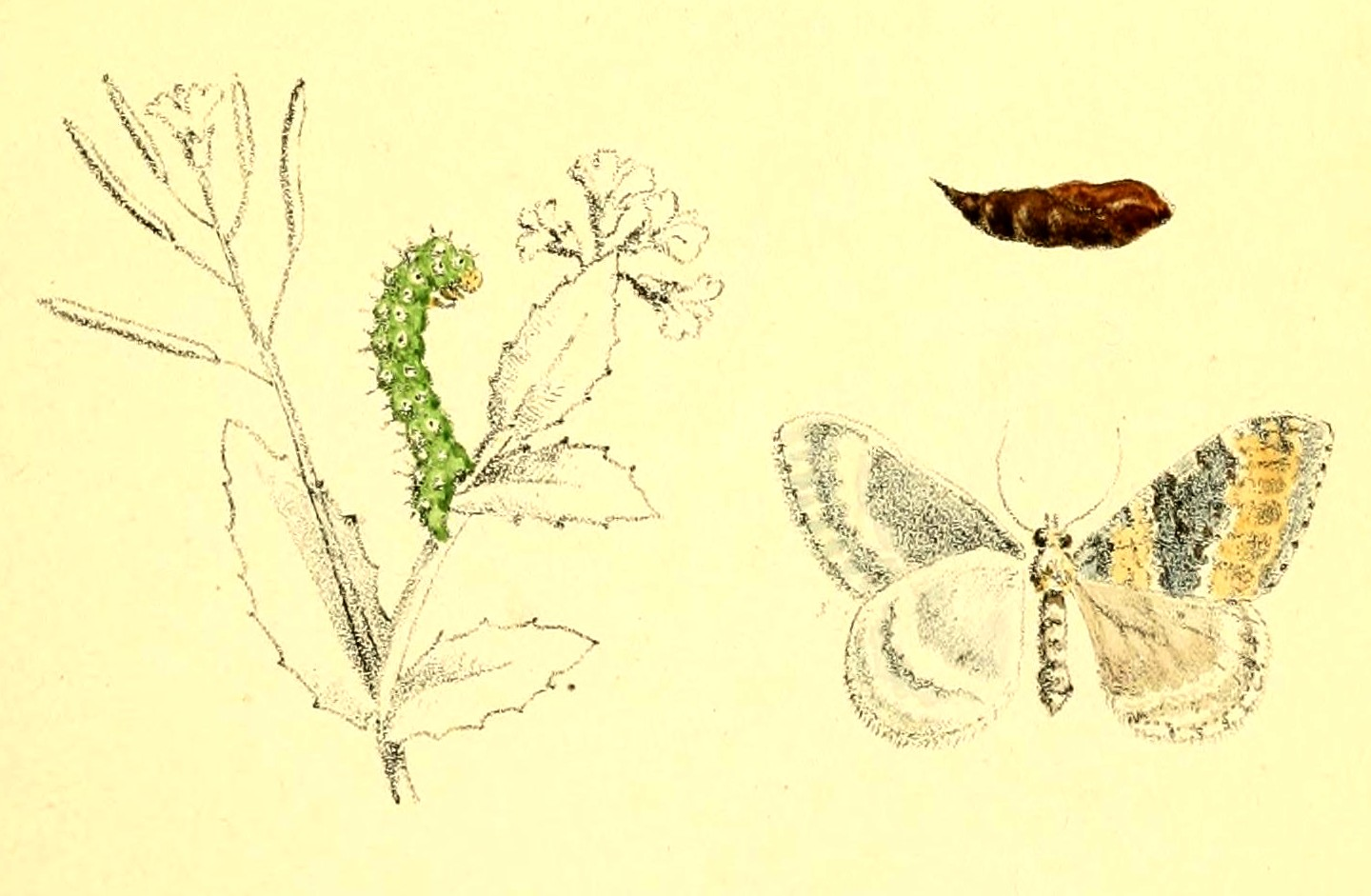